# Кабан (Порторико)
Кабан (шп. Cabán) град је у америчкој острвској територији Порторико, острвској држави Кариба.

## Демографија
По попису из 2010. године број становника је 3.334, што је 625 (-15,8%) становника мање него 2000. године.
| Група             | 2000.         | 2010.         |
| Белци             | 22 (0,6%)     | 26 (0,8%)     |
| Афроамериканци    | 187 (4,7%)    | 307 (9,2%)    |
| Азијати           | 21 (0,5%)     | 3 (0,1%)      |
| Хиспаноамериканци | 3.910 (98,8%) | 3.300 (99,0%) |
| Укупно            | 3.959         | 3.334         |